# التراب اللاتيني

التراب اللاتيني  هو نوع فرعي من موسيقى الهيب هوب والراب الذي نشأ في أواخر العقد الأول من القرن الحادي والعشرين في بورتوريكو . أصبح ذات شعبية كبيرة منذ عام 2015 ، حيث تعايش مع الريغيتون ضمن الثقافة الحضرية للجزيرة.   